# 인터랙티브 스토리텔링
인터랙티브 스토리텔링(interactive storytelling)이란 게임 디자이너 크리스 크로포드가 제안한 인터랙티브 엔터테인먼트의 한 종류로, 컴퓨터의 상호작용성을 이용한 서사의 한 형태이다.
이는 이야기의 감정적이고 극적인 면과 컴퓨터 게임의 상호작용성과 가변성을 합하기 위한 것으로, 그동안 수많은 컴퓨터 게임이 이를 시도해왔다. 그러나 제안자인 크리스 크로포드는 지금까지 그를 제대로 완수한 컴퓨터 게임이 없으며, 인터랙티브 스토리텔링은 게임과는 전혀 다른 것일 수 있다고 말했다.
크리스 크로포드가 설립한 회사 스토리트론의 홈페이지는 인터랙티브 스토리텔링이 "전통적인 서사의 방식에 기초해 컴퓨터의 상호작용성의 강력한 힘을 활용한 예술적 표현의 새로운 매체"라고 설명하고 있다. 또한 인터랙티브 스토리텔링은 직접 가상 이야기의 주인공이 되어 특별한 경험을 하는 것으로, 좋은 이야기에서 기대할 수 있는 드라마와 감정적 복잡성은 물론 스스로의 생각과 감정에 따라 서사에 영향을 미칠 수 있다고 한다.

## 상호작용성과 이야기를 결합하려 한 사례
다음은 그동안 상호작용성과 이야기를 결합하려 했던 시도들이다.

### 가지치기 서사
가지치기 서사는 이야기가 뻗어나갈 방향을 참여자가 선택해 나가는 서사로, 이야기의 전개가 순서도와 같은 구조를 가진다. 이 방식에서 참여자의 선택은 주로 다음과 같은 선택지의 형태로 나타난다.
```
무슨 과일을 사시겠습니까?
 * 사과
 * 바나나
 * 배
```

이러한 방식은 비주얼 노벨에서 잘 나타난다. 대다수의 비주얼 노벨은 이야기의 중요한 갈래가 되는 부분에서 선택을 요구하고, 그 선택들은 모두 작가가 의도된 방향으로 제한되어 선택을 벗어난 이야기 전개는 불가능하다. 가지치기 방식은 아무리 풍부한 이야기를 가지고 있어도 참여자의 선택을 제한할 수밖에 없다는 단점이 있다. 참여자에게 가능한 모든 선택을 풍부하게 받아들이려면 무수하게 많은 가지를 쳐야만 한다.

### 서사 게임
서사 게임은 이야기가 게임의 한 요소로 쓰이는 형태로, 많은 컴퓨터 게임이 부분적으로라도 사용하고 있다. 이런 서사는 주로 컷신처럼 참여자가 조작할 수 없는 동영상이나 글자를 출력함으로써 나타난다. 참여자가 진행한 게임이 이야기 자체에는 큰 영향을 미치지 못 하고, 특정한 도전에 대해 이야기를 보상해주는 방식으로 전개된다.
스퀘어에닉스의 롤플레잉 게임 파이널 판타지 시리즈에서 이러한 방식이 잘 나타난다. 파이널 판타지는 먼저 이야기가 제공되어 동기와 도전 과제를 부여한 뒤, 도전을 완수할 게임플레이가 이어지고, 게임플레이로 도전을 완수하면 다시 이야기가 주어지는 형식을 취하고 있다.

## 같이 보기
- 대화형 매체
- 인터랙티브 픽션
- 비주얼 노벨